# Ugo Fantozzi
Ugo Fantozzi, también conocido en España como "Mortadelo" y "El pardillo", es un personaje ficticio semiautobiográfico creado por el cómico italiano Paolo Villaggio en 1968.

## Origen del personaje
El nombre de "Fantozzi" procede de un programa televisivo en el que intervenía Villaggio. El cómico fue desarrollando este personaje durante varios años hasta que en 1971 la editorial Rizzoli publica una primera recopilación de esos relatos bajo el título de Fantozzi, seguida en 1974 de otra recopilación titulada Il secondo tragico libro di Fantozzi. Villaggio continuaría escribiendo más libros recopilarios con este personaje hasta la década de los 90.    

## Fantozzi en el cine
En 1975 Luciano Salce dirigió la primera película, estrenada en 1976 en España con el título de Fantozzi, desventuras de un funcionario. Villaggio intervino en la película únicamente como actor, interpretando a Fantozzi. En el resto de las películas de la saga intervino también en el guion. 
La segunda película, Il secondo tragico Fantozzi (1976), también de Salce, se distribuyó en España en 1979 como Nacido gafe por CB Films. Estas dos primeras películas están consideradas como las mejores de la saga.  
Neri Parenti dirigió el resto de películas de la serie cinematográfica desde Fantozzi contro tutti (Lo que el tonto se llevó) hasta Fantozzi: Il ritorno (1996). La última película, Fantozzi 2000: La clonazione fue dirigida por Domenico Saverni en 1999. En total fueron diez películas. 
Villaggio codirigió junto a Parenti Lo que el tonto se llevó en 1980.
Gran parte de la comicidad de las películas se debe a la figura del narrador, que subrayaba enfáticamente la acción, y que en España estaba doblado por Héctor Cantolla.

## El personaje
Fantozzi es un gris contable de una gran empresa. Es un hombre bajito y apocado, tocado con una boina negra. Maltratado por sus superiores y por muchos de sus propios compañeros, enamorado de la secretaria de la oficina, la señorita Silvani (Anna Mazzamauro), que ni se fija en él, con una esposa posesiva y autoritaria, Pina (Liu Bosisio) y una hija feísima, Mariangela (Plinio Fernando). 
Unos y otros hacen la vida imposible a Fantozzi, que en una ocasión es tildado de "calzonazos" por sus vecinos. Todo le sale mal y suele recibir castigos (a veces merecidos, otras inmerecidos pero siempre desproporcionados) por su carácter débil y cobarde, aunque en ocasiones también malvado.